# Gerro de Rubin
La Copa de Rubin pertany a una famosa sèrie d'il·lusions òptiques cognitives desenvolupada al voltant de 1915 pel psicòleg danès Edgar Rubin. Va ser introduïda per primera vegada en la seva obra Synsoplevede Figurer (Figures visuals). Rubin incluïa una sèrie d'exemples, com una creu de Malta en blanc i negre, però el que va acabar sent més famós va ser el seu gerro, potser perquè la creu de Malta podia ser fàcilment interpretada com una pilota de platja en blanc i negre.
La copa presenta una doble visió («percepció multiestable»), la de la copa i la de dos rostres humans que es miren cara a cara. Aquesta figura ha estat utilitzada per la Psicologia de la Gestalt.